# 千葉一伸
千葉一伸（日语：／ Chiba Isshin，1968年6月26日—），日本男性配音員。出身於宮城縣氣仙沼市。ARTSVISION所屬。身高165cm。O型血。
代表作有《F-ZERO 法爾康傳說》（約翰·田中）、《名偵探柯南》（千葉刑事）、《彩雲國物語II》（凌晏樹）、《機動戰士鋼彈SEED》（阿諾德·諾伊曼、雷德尼爾·奇薩卡）等。

## 經歷
宮城縣氣仙沼高等學校畢業，演員村上弘明跟他同校畢業，也是他的學長。高中畢業後，想嘗試成為舞台演員，但是學校沒有話劇社，因此沒有經驗。後來在動畫雜誌中發現了勝田聲優學院的廣告，進京學習芝居成為第6期生。在勝田學習時加入了戲劇集團AVJ（ARTSVISION JUNIOR），受到當時進行演講的演出家本田保則的建議向配音事業的發展。
出道年份不詳，1990年開始投入配音工作。

## 人物
常在單一動畫一人分飾2個或3個配角，在兒童向作品可經常聽到他的聲音。
說話口齒清晰，容易說出像街機、PS版對戰格鬥遊戲《JoJo的奇妙冒險 未來的遺產》最終頭目DIO的代表台詞「沒用沒用沒用沒用」。或像《超能奇兵》的艾瑪吉·馬克斯菲爾進行快速的對話。
鹽澤兼人去世之後，千葉繼承了街機版《北斗神拳》之後登場的雷、「超級機器人大戰系列」登場的《裝甲騎兵：最後的紅肩隊》拜曼·哈嘉德，及WOWOW再放送的洋片《西城故事》利夫的追錄日語配音。

### 與演出作品相關
漫畫《足球風雲》的粉絲，《足球風雲》動畫化時，曾經表態希望有機會演出，在配角佐佐木豐的試鏡會上獲得通過而相當的高興。
《名偵探柯南》中的千葉和伸一開始是動畫原創角色。其造型是在設計時將千葉本人的照片交給生產方所設定出來的。姓氏一樣都叫千葉。從初登場時的體型來看，在作品中的表現也被描述為，但由於身為配音員的千葉後來變瘦並如上面所述戴著眼鏡，因此在那之後，外表與所塑造的角色完全不同。初登場時設定是稱「千葉刑警」，後來在漫畫才給他設定名字叫做「和伸」。這和配音員千葉的本名漢字之寫法不同，但日文發音是相同的。
愛好棒球和飲酒。阪神虎隊的球迷。他喜歡觀賞比賽，又喜歡草地棒球，守備位置是以二壘手為中心。新人時期每月只有一兩個工作，在生活上不得不花錢喝酒，所以他搭電車的車費是在酒屋收集可樂等空罐換取而來的。
家鄉氣仙沼市以魚翅聞名，但他從未吃過，還說「我有吃過翻車魚，吃起來口感最愉快」。他說翻車魚之所以好吃，是因為遠洋捕撈的翻車魚都是在當地消費的。後來，還在自己的部落格上寫道，回到家時在新年晚會上曾吃了魚翅。2011年，因東日本大震災導致家鄉遭受了巨大的災害，而屢次演出支援慈善活動。

## 演出
粗體字表示主要角色。

### 電視動畫
1990年
- 鴉天狗KA·BU·TO（地龍）
- PEACH COMMAND 新桃太郎傳說（雪人 等）
- 至尊勇者（ダンタロー）

1991年
- 櫻桃小丸子 (第1期)（氣球屋店主）
- 勇者鬥惡龍 達伊的大冒險（士兵）

1992年
- 大拇指公主
- 蠟筆小新（1992～2001，主持人、八百屋、鈴木、安潔拉小梅、三河屋）
- 超仙魔大戰（惡魔B）

1993年
- 足球風雲（佐佐木豐[11]、星崎邦夫、關靖彥）
- 疾風無敵銀堡壘（塞加爾〈黑暗貴公子〉）
- 秀逗泰山阿達♡（金鷹面具、科學者）

1994年
- 機動武鬥傳G鋼彈（司令官、新埃及首相）
- 魔法騎士雷阿斯（獅堂優）
- 紅色巴隆（日语：レッドバロン (アニメ)）

1995年
- H2（有川、田中、愛好會A、播音員、一年部員、男(牙醫)、記者、足球部A、足球部新入部員A、實況播音員、主審、審判、學生們）
- 怪盜Saint Tail（1995～1996，警官B、學生A、工作人員B、男學生C、警官、主持人、約瑟夫、警備員、年輕的味之助 等）
- 新機動戰記鋼彈W（亞福馬特、將軍、 等）
- 近所物語
- 麵包超人（美人蕉弟弟）
- 美少女戰士SuperS（北方邦彥）
- 忍者亂太郎（伊賀崎孫兵〈第2代〉、手下C、守衛、町人A、雪鬼）
- 愛天使傳說（男學生）

1996年
- 奧運高手（誠治 等）
- 機動新世紀鋼彈X（奈恩、MS乘務員A、市民、船員、隊員、飛行員A、秘書官、部下A、機械人、旁觀者、年輕男子）
- 鬼太郎 (第4作)（黨羽A、岸涯小僧（日语：岸涯小僧）、黑道B）
- 城市獵人 秘密任務（組員A）
- 哆啦A夢 (大山羨代版)（夢野）
- 忍者亂太郎（町人B、忍者B、紙吉、屈木伊太郎〈第2代〉、忍者、兵、毒蕈忍者）
- VR快打（少年A）
- 名偵探柯南（岸田、廣播、播音員、觀眾、鑑識A、鑑識B、刑事、青年團員1、警備員A、假面超人、警官A、男性播音員、男C、支配人、鑑識課員、鑑識課員B、農民1、主裁判、從業員、職員A、AD）

1997年
- 動畫大盜五右衛門（日语：アニメがんばれゴエモン）（石川純一郎）
- 金田一少年之事件簿（1997～1999，吉田明、Oriental號船員、時原昌樹、滑川行仁、五十嵐郁登、島津匠）
- 忍企鵝真丸（日语：忍ペンまん丸）
- 忍者亂太郎（田府甲斐幻鬼、毒蕈忍者B、侍、糰子無的主人、椿丹十郎(2代)、白鬼筆忍者、海賊B、町人）
- 名偵探柯南（村貴善、警衛A、巡查、監察醫、北野廣之）

1998年
- 星際牛仔（男2、男C、工作人員、流氓A、警官1、警官2、警察、屬下、調酒師、男孩、警察、孟菲斯兄弟1、收音機的聲音）
- 餓沙羅鬼（豪和清春、操作員B、記者B、郎黨）
- 女惡魔人（スパーゲル、客B、體育節目廣播員、男、防疫中隊員B、記者）
- 槍神Trigun（吉恩）
- 神化嬌嬌女 (新版)（大造）
- 機動神腦（KD·迪恩、研究員A、デッキマン、難民、飛行員、士兵）
- 炸彈人 彈珠人爆外傳（メトロボン、獄卒）
- 名偵探柯南（副導演、劇場工作人員、編輯B、從業員、急救隊員、酒屋的店員、主持人）

1999年
- 海盜媽寶（日语：宇宙海賊ミトの大冒険）
- 快感指令（日语：快感・フレーズ）（自由基的前主唱）
- 課長王子（特效）
- 傀儡師左近（警察官）
- 霹靂酷樂貓（[12]、中松弟、太郎 等）
- The Big O（警官）
- 麻辣教師GTO（1999～2000，彈間龍二[13]、教師、店員、小茶谷宏、工作人員、工作人員、用務員、鹽崎、假面、如龍、系、Radio AN、不良）
- 週刊故事樂園（日语：週刊ストーリーランド）（1999～2001，銀行員、小偷、屬下、電視實況、渡邊卓也 等）
- 星界的紋章（迪舒）
- 六翼天使之聲（日语：セラフィムコール）（報導的聲音）
- ∀鋼彈（隊員A）
- 魔術士歐菲（男A）
- 無限的未知（史坦·海格、拉里·耶格爾）
- 名偵探柯南（千葉和伸[10]〈1999～現在〉、傭人、假面超人時鐘）
- WILD ARMS ～Twilight Venom～（日语：ワイルドアームズ トワイライトヴェノム）（男A）

2000年
- 學校怪談（作業員）
- 機巧奇傳希窩烏戰記（音之進、海江田、近藤、獅子王、黑鍬3、藝者1、研究員、賊、配下、博徒、人、部下、浪士）
- 裝甲拯救部隊（日语：装甲救助部隊レストル）（飛行員）
- 無敵王Trizenon（日语：無敵王トライゼノン）（士官）
- 星界的戰旗（貝卡爾）
- 深藍救兵（麥可、播音員）
- 炸彈人 彈珠人爆外傳V（櫻子）
- 名偵探柯南（小林次郎、年輕男子）

2001年
- 沙漠的海賊！隊長庫珀（日语：砂漠の海賊!キャプテンクッパ）（多拉姆[14]）
- 超能奇兵（艾瑪吉·馬克斯菲爾、來棲、高官、報告工作人員）
- 狂野禁區（日语：Z.O.E Dolores, i）（第五的楊）
- 忍者亂太郎（町人A、男、敵、海賊、毒蕈忍者A、鰻魚店、武士、霞鬼、主人）
- 星界的戰旗II（托瑪索夫）
- 地球防衛家族（記者）
- 網球王子（麥可·李、史蒂夫·邁爾斯）
- PROJECT ARMS（流氓）
- 名偵探柯南（廣瀨刑警）

2002年
- 我們這一家（2002～2005，電視的聲音1、店員、烤番薯屋、年輕人、八百屋 等）
- 猴王五九（日语：アソボット戦記五九）（元村長）
- 機動戰士鋼彈SEED（阿諾德·諾伊曼、雷德尼爾·奇薩卡、尤里·阿瑪菲、首長、管制官）
- 人造人009 THE CYBORG SOLDIER（茨木進一）
- Chobits（季馬）
- 魯莽天使（栗山、乘客、青年、手下、不良、魔法使）
- .hack//SIGN（銀漢）
- 火影忍者（試驗官）
- 忍者亂太郎（雷鬼、村民）
- 爆鬥宣言大鋼彈（神箭飛鷹[15]、三角犄龍 等）
- 迷糊天使（導師）
- 星之卡比（ヤミカゲ）
- 名偵探柯南（安西刑警）

2003年
- R.O.D -THE TV-（北山龍二）
- 復仇天使（日语：AVENGER）（潘）
- F-ZERO 法爾康傳說（日语：F-ZERO ファルコン伝説）（約翰·田中、 等）
- GAD GUARD（里希、鯊魚）
- 機甲露寶（奇蹟隊長）
- 高橋留美子劇場（記者、級友、男性部下、彩券行、不動產屋）
- 變形金剛：微型傳說（空中攻擊兵沙塵暴、射擊手銀栓）
- 哆啦A夢 (大山羨代版)（電視的聲音）
- 忍者亂太郎（商人A）
- 惑星奇航（巴克蒂、赫里克、男工作人員、工作人員）
- 驚爆危機？校園篇（難波志郎）
- 冒險遊記Pluster World（懷帕斯多[16]）
- 鼻毛真拳（浣熊）

2004年
- 陰陽大戰記（黑鐵富士、榑山、朱雀荊若、椿之芳春、椿之剛太郎 等）
- 機動戰士鋼彈SEED DESTINY（阿諾德·諾伊曼、雷德尼爾·奇薩卡）
- 御行者 AMDRIVER（日语：Get Ride! アムドライバー）（塔夫特·克雷默、艾倫·默）
- 混沌武士（古館伊知衛門）
- 天上天下（武當）
- 變形金剛：超能連結（空中攻擊兵沙塵暴／極地沙塵暴兵暴風雪、烙鐵／航空合體戰士Superion、攻擊員）
- 神奇寶貝超世代（奧斯卡）
- 馳風競艇王、馳風競艇王V（日语：モンキーターン (漫画)）（岡泉誠二、山崎正彥）
- 仙境傳說 THE ANIMATION（瘦布萊克史密斯）

2005年
- 幸運女神（三級地靈）
- 植木的法則（古拉諾）
- 英國戀物語艾瑪（艾爾）
- 天使心（2005～2006，、青年）
- Gallery Fake（日语：ギャラリーフェイク）（舟越）
- 冰上萬花筒（新田一也）
- 交響詩篇艾蕾卡7（男、勞埃德賴特）
- 忍者亂太郎（革耳菌忍者）
- 洛克人EXE Stream（巴雷爾）

2006年
- 銀魂（章二）
- 地獄少女 二籠（山田麗音）
- 史上最強弟子兼一（古川隆）
- 黑騎士 ～奧拉克爾的勇者們～（布魯特爾）
- D.Gray-man（65號、4、4）
- 數碼寶貝拯救隊（職業拳擊手早瀨翼）
- .hack//Roots（日语：.hack//Roots）（茄子、銀漢）
- 哆啦A夢 (水田山葵版)（警察官、佩羅）
- Papillon Rose New Season（日语：パピヨンローゼ）（櫻田）
- 真仙魔大戰（一本釣帝／一本釣神帝、男一本）
- 南瓜剪刀（道爾頓）
- 光之美少女Splash Star（樹魔人）
- 怪傑佐羅利（三休）
- 洛克人EXE BEAST（巴雷爾）

2007年
- 風之聖痕（恐怖分子）
- 機神大戰（真壁槙生）
- 鬼太郎 (第5作)（カンキチ）
- 天保異聞 妖奇士（米吉）
- 彩雲國物語II（凌晏樹）
- 新機械巨神（嵐克己）
- 洗髮精王子（日语：シャンプー王子）（金達）
- 魔人偵探腦嚙涅羅（台島拓郎）
- MOONLIGHT MILE 1st Season -Lift off-（日语：MOONLIGHT MILE）（約瑟夫·維爾斯梅爾）
- 流星之洛克人 Tribe（安普堤）
- ONE PIECE（三日月）

2008年
- 機動戰士鋼彈00 2nd Season（阿拉卡中尉）
- 死後文（（船堀））
- 純情羅曼史、純情羅曼史2（角奎一）

2009年
- 屍姬 玄（軀雷）
- 蒼天航路（曹仁[17]）
- 迷宮塔 ～the Sword of URUK～（索德·歐布·布拉德）
- 洋葱和尚朝太郎（日语：ねぎぼうずのあさたろう）（自然薯的船倉）
- Phantom ～Requiem for the Phantom～（賽斯·瑪斯塔／）
- BLEACH 斬魄刀異聞篇（日语：BLEACH 斬魄刀異聞篇）（朽木響河）

2010年
- 我的妹妹哪有這麼可愛！（構成〈三津野泰三〉）
- 吸血鬼同盟（平井星一）
- 傳說的勇者的傳說（阿洛厄的父親）
- 忍者亂太郎（毛釘菇忍者OB的老人、忍者）
- 變身！公主偶像（境一）

2011年
- 日常（士兵16號）
- 忍者亂太郎（足輕、毒笹子的精明能幹忍者〈第3代〉）
- 戰鬥陀螺 鋼鐵奇兵 4D（約翰尼斯）
- ONE PIECE（哈蒙德）

2012年
- 加速世界（荒谷）
- 閃電十一人GO 時空之石（織田信長）
- SKET DANCE（更谷大樹）
- Fate/Zero 2nd Season（衛宮矩賢）

2013年
- 鎖鎖美小姐@不好好努力（薩姆迪男爵）
- 來自新世界（野口）
- 忍者亂太郎（臭裏紅茸忍者、船幽靈）
- 野獸傳奇（澤布拉庫斯）

2014年
- 金田一少年之事件簿R（李白龍）
- 農林（爐裏板）
- 魔神之骨（拜茲）
- 魔法科高中的劣等生（司一）
- 陽炎計劃（恐怖分子首領）
- ONE PIECE（古拉迪斯）

2015年
- 金田一少年之事件簿R (第2期)（李白龍）
- 銀魂°（池田夜右衛門）
- 純情羅曼史3（角圭一）
- 火影忍者疾風傳（澀木）
- 忍者亂太郎（忍者）
- 魔術快斗1412（大嶋）
- ONE PIECE 薩波特別篇 ～3兄弟的羈絆 奇跡的再會和被繼承的意志～（古拉迪斯）

2016年
- Active Raid－機動強襲室第八係－（林田）[注 1]
- SUPER LOVERS（海堂崇）
- 漂流武士（亞拉姆）
- 超時空要塞Δ（羅伯特·基諾）
- 名偵探柯南 Episode"ONE" 變小的名偵探（千葉和伸）
- 名偵探柯南 柯南與海老藏 歌舞伎十八番推理（日语：名探偵コナン コナンと海老蔵 歌舞伎十八番ミステリー）（千葉和伸）
- 幸運邏輯（亞謝·巴克斯頓）

2017年
- SUPER LOVERS 2（海棠崇）
- ElDLIVE宇宙警探（丸子美一郎／烏迪）
- ID-0（山姆·泰勒）
- 如果有妹妹就好了。（克羅姆、羽島啟輔）

2018年
- 皇帝聖印戰記（多尼·羅錫尼）
- 進擊的巨人 第3期（羅蓋爾）
- 弦音－風舞高中弓道部－（桐先高中弓道部顧問）

2019年
- 龍族拼圖（死亡面具）
- revisions（前田副區長）
- 刀劍神域 Alicization War of Underworld（克里達）

2020年
- 社長，戰鬥的時間到了！（上司）
- 刀劍神域 Alicization War of Underworld -THE LAST SEASON-（克里達）

2025年
- 真·侍傳 YAIBA（影虎[18]）

### 電影動畫
1996年
- 金田一少年之事件簿：歌劇院新殺人事件（綠川由紀夫）
- 秀逗魔導士 RETURN（村人C）

1997年
- 秀逗魔導士 GREAT（目擊者B）
- 名偵探柯南：引爆摩天樓（警察官）

1998年
- 機動戰士鋼彈 第08MS小隊：米拉的報告書（士兵B）
- 蠟筆小新：電擊！豬蹄大作戰（班長）
- 新機動戰記鋼彈W 無盡的華爾茲 特別篇（亞福馬特）
- 秀逗魔導士GORGEOUS（守衛）
- 哆啦A夢：大雄的南海大冒險（海賊B）
- 名偵探柯南：第十四號獵物（醫師[19]）

1999年
- 蠟筆小新：爆發！溫泉激烈大決戰（戰鬥隊隊員）
- 哆啦A夢七小子：點心娜娜王國（2號）
- 火線先鋒大吾：火災現場的大傻瓜（攝影師）
- 名偵探柯南：世紀末的魔術師（刑警）

2000年
- 哆啦A夢：大雄的太陽王傳說（神官）
- 名偵探柯南：瞳孔中的暗殺者（千葉和伸）
- 火線先鋒大吾：火災現場的大傻瓜（攝影師）

2001年
- 星際牛仔：天國之門（強盗C）
- 哆啦A夢：大雄與翼之勇者（烏鴉警備隊B[20]）
- 名偵探柯南：往天國的倒數計時（千葉和伸）

2002年
- 阿弖流為（日语：アテルイ (アニメ映画)）（佐伯鬼道）
- 6 ANGELS（日语：シックス・エンジェルズ）（補佐官C）
- 名偵探柯南：貝克街的亡靈（千葉和伸[21]）

2003年
- 劇場版 我們這一家[[[Wikipedia:格式手册/链接#章節|錨點失效]]]（電視播報員）
- 名偵探柯南：迷宮的十字路（記者）

2004年
- 超越障礙：真實與勇氣之間（日语：ハードル 真実と勇気の間で）（有澤正樹）

2005年
- 名偵探柯南：水平線上的陰謀（千葉和伸[22]）
- 洛克人EXE：光與黑暗的遺產（日语：ロックマンエグゼ 光と闇の遺産）（巴雷爾）

2006年
- 名偵探柯南：偵探們的鎮魂歌（千葉和伸）

2008年
- 名偵探柯南：戰慄的樂譜（千葉和伸[23]）

2009年
- 名偵探柯南：漆黑的追跡者（千葉和伸[24]）

2010年
- 劇場版 光之美少女 All Stars DX2：希望之光☆守護彩虹寶石！（樹魔人）
- 名偵探柯南：天空的劫難船（千葉和伸[25]）

2011年
- 超能奇兵：進化前篇TAO（艾瑪吉·馬克斯菲爾）
- 劇場版 忍者亂太郎：忍術學園全員出動之卷！（伊賀崎孫兵[26]）
- 名偵探柯南：沉默的15分鐘（千葉和伸[27]）

2012年
- 名偵探柯南：第11位前鋒（千葉和伸[28]）

2013年
- 魯邦三世VS名偵探柯南 THE MOVIE（千葉和伸）

2014年
- 名偵探柯南：異次元的狙擊手（千葉和伸[29]）

2016年
- 名偵探柯南：純黑的惡夢（千葉和伸）

2018年
- 名偵探柯南：零的執行人（千葉和伸）

### OVA
1990年
- 賽車場之狼II 莫戴娜之劍（日语：サーキットの狼II モデナの剣）（觀眾A）
- 羅德斯島戰記（士兵）

1991年
- 夢回綠園（同級生、宿舍生A）
- 魔獸戰士露娜·華爾格（日语：魔獣戦士ルナ・ヴァルガー）（士兵C）

1992年
- GUY SECOND TARGET 黃金女神篇（日语：ガイ -妖魔覚醒-#ガイ SECOND TARGET 黄金の女神編）（士兵A）
- 鴉天狗KA·BU·TO 黃金之眼的野獸（門弟B、士兵D）
- 機械巨神 THE ANIMATION -地球靜止之日（阮小七）
- 超時空要塞II -LOVERS AGAIN-（梅賽納）

1993年
- 紺碧艦隊（機師）
- 地球守護靈（松平崇志）

1994年
- GATCHAMAN[[[Wikipedia:格式手册/链接#章節|錨點失效]]]（惡魔黨隊員、潛水艇接線員、接線員）
- 銀河英雄傳說
- 疾風無敵銀堡壘 在銀光的旗幟下（塞加爾）
- 東京巴比倫2（濱地刑警）
- Macross Plus（接線員）

1995年
- 紺碧艦隊（艾諾特·佛萊契爾、屬下A、工作人員A、幕僚）
- 新海底軍艦（日野）
- 沈默艦隊（日语：沈黙の艦隊）
- YAMATO2520（毛蟲、杜克）

1996年
- 機動戰士鋼彈 第08MS小隊（混混、麥克、工兵、士兵A、士兵B）
- 紺碧艦隊（藏田育之進〈第2代〉、尾崎英雄、山南敬佐、小泉一人、比叡艦長）
- 秀逗魔導士 SPECIAL（惡黨2、獸人C）
- 特務戰隊Shinesman（日语：特務戦隊シャインズマン）（偉大俠）
- Ninja者（日语：Ninja者）（司令官、士兵A）
- 寶魔獵人萊姆（日语：宝魔ハンターライム）（雅彥）

1997年
- 旭日艦隊（日语：旭日の艦隊）（約翰·蓋德、日本士官）
- 紺碧艦隊 特別篇 蒼萊開發物語（海軍省軍人）
- 沈默艦隊（布朗克斯副長）
- 魔法騎士雷阿斯（男）

1998年
- 旭日艦隊（倉橋武幸、嶺華機師）
- 紺碧艦隊（高田曉郎、赤星上尉、鳴門副長、吉村寅太郎、約亨·邁耶、史密斯）
- 秀逗魔導士 EXCELLENT（土匪C）
- 沉默艦隊（內海〈第2代〉）
- 萬能文化貓娘DASH！（支社長）

1999年
- 旭日艦隊（林信吾、CIA男）
- 紺碧艦隊（村田清風）

2000年
- 旭日艦隊（尾崎英雄、艾伯特上校）
- 紺碧艦隊（ヴァッセルマン、伊唐秋彥）

2001年
- 旭日艦隊（希佩爾將軍號重巡洋艦長、埃里希·國柏、市河廣之）
- 紺碧艦隊（威廉·巴赫）

2002年
- 旭日艦隊（日本作戰參謀）
- 紺碧艦隊（里昂·托洛基）

2003年
- 紺碧艦隊（牧野好洋）
- 名偵探柯南 柯南、平次與失蹤的少年（守口洋介）

2004年
- 火影忍者 隱蔽瀑布處的戰鬥，我是英雄！（澀木）

2012年
- 名偵探柯南 傳說中的球棒的奇蹟（千葉和伸）

2016年
- 漂流武士（阿拉姆）

2017年
- SUPER LOVERS OAD2（海棠崇）

2019年
- 銀河英雄傳說 Die Neue These 星亂（安頓·菲爾納[30]）

### 網路動畫
- 聖鬥士星矢 黃金魂 -soul of gold-（2015年，蘇魯特）
- 神酒之尊（日语：神酒ノ尊-ミキノミコト-）（2018年，明鏡止水）
- 7SEEDS 幻海奇情（2019年，各務賴一）

### 遊戲
1994年
- 阿爾納姆之牙 獸族十二神徒傳說（日语：アルナムの牙 獣族十二神徒伝説）（赫洛特、肯霍、族男）

1995年
- 戰國戰神 藤丸地獄變（日语：戦国サイバー 藤丸地獄変）

1996年
- Extra Bright（日语：エクストラブライト）（艾德）

1997年
- 魔域幽靈：救世主 The Lord of Vampire（傑達·多瑪）
- 魔域幽靈：救世主2（傑達·多瑪）
- 魔域幽靈：獵人2（傑達·多瑪）
- 浮游大陸傳記（士兵）
- 私立正義學園 LEGION OF HEROES（鑑恭介）
- 快打旋風III（肖恩（日语：ショーン (ストリートファイター)）
- 快打旋風III 2nd IMPACT（肖恩）
- 鐵拳3（風間仁）
- 天外魔境 第四默示錄（日语：天外魔境 第四の黙示録）（史都華）
- 露娜 散步學園（日语：LUNAR さんぽする学園）（布雷德）

1998年
- U.P.P.（米歇爾）
- JoJo的奇妙冒險（DIO／邪惡化身的迪奧!!）
- 神奇傳說 時空道標（索恩）
- 雷蓋亞傳說（陶德、奇·迪利拉）

1999年
- 降鬼一族（神明、遺言）
- JoJo的奇妙冒險 未來的遺產（DIO／邪惡化身的迪奧!!）
- 私立正義學園 熱血青春日記2（鑑恭介）
- 偵探 神宮寺三郎 燈息的瞬間（日语：探偵 神宮寺三郎 灯火が消えぬ間に）（岩谷聰）
- 鐵拳 Tag Tournament（日语：鉄拳タッグトーナメント）（風間仁）
- 貓侍（壹之新）
- 魔劍X（八卦Shaja、馬爾卡拉、優素福、威廉）
- 世界夢紀行（上原謙、結城曉）

2000年
- 冒險奇譚2（日语：グランディアII）（梅爾菲斯）
- 龍息之焰IV（日语：ブレス オブ ファイアIV うつろわざるもの）（弗烏爾、葛雷）
- 燃燒吧！正義學園（鑑恭介）

2001年
- CAPCOM VS. SNK 2 千禧之戰 2001（日语：CAPCOM VS. SNK 2 MILLIONAIRE FIGHTING 2001）（鑑恭介）
- 鐵拳4（風間仁）
- 魔劍爻（八卦Shaja、馬爾卡拉、優素福、威廉）

2002年
- 機戰傭兵3（日语：アーマード・コア3）（電腦聲音）
- 命運傳奇2（馬克那迪烏耶斯）
- 魯莽天使（魔法使）
- 名偵探柯南 最好的搭檔（橘篤志、淺輪光一、謎之男B）

2003年
- 星海遊俠 Till the End of Time（日语：スターオーシャン Till the End of Time）（阿魯貝爾·諾克斯）
- 第2次超級機器人大戰α（CB兵）

2004年
- CAPCOM FIGHTING Jam（日语：CAPCOM FIGHTING Jam）（傑達·多瑪）
- 機動戰士鋼彈SEED 飛向永無止盡的明天（日语：機動戦士ガンダムSEED 終わらない明日へ）（阿諾德·諾伊曼、雷德尼爾·奇薩卡）
- （銀狼迪奧）
- 星海遊俠 Till the End of Time 導演剪輯版（阿魯貝爾·諾克斯）
- 帝國千戰記（日语：帝国千戦記）（李暫嶺）[注 2]
- 鐵拳5（風間仁）

2005年
- 伊蘇III（契斯特）[注 2]
- 第3次超級機器人大戰α 終焉之銀河（阿諾德·諾伊曼 等）
- NAMCO x CAPCOM（風間仁、源義經）
- 北斗神拳（日语：北斗の拳 (対戦型格闘ゲーム)）（雷（日语：レイ (北斗の拳)））
- 復活邪神 -Minstrel Song-（日语：ロマンシング サガ -ミンストレルソング-）（葛雷）

2006年
- 機動戰士鋼彈SEED DESTINY 聯合vs.Z.A.F.T.II PLUS（日语：機動戦士ガンダムSEED DESTINY 連合vs.Z.A.F.T.II）（雷德尼爾·奇薩卡）
- 數碼寶貝 拯救隊外傳任務（日语：デジモンセイバーズ アナザーミッション）（新田正貫、究極魔獸）
- .hack//G.U.（天狼）
- 人魚稜鏡（日语：マーメイドプリズム）（蒼井宙／宙·布朗）

2007年
- 悠久之櫻（日语：悠久ノ桜）（足利義地）
- 鐵拳6（風間仁）
- Panic Palette（日语：Panic Palette）（烏羽一徒）

2008年
- 交錯刀鋒（日语：クロスエッジ）（傑達·多瑪）
- 超級機器人大戰Z（阿諾德·諾伊曼、雷朋·蓋涅拉魯）[注 3]
- Panic Palette Portable（烏羽一徒）

2009年
- AIKA ONLINE（ナイトマジシャン）
- 鍛人 黑翼之章（日语：カヌチ 黒き翼の章）
- 妄想彼氏學園（神崎鷹也）

2010年
- 鍛人 雙翼（サナト·イシト）
- TAKUYO 小遊戲集 ～初次周年紀念～（烏羽一徒）
- .hack//Link（銀漢、天狼、茄子、帷幕）
- 忍者亂太郎：學園對抗戰方塊之卷！（伊賀崎孫兵）
- 潘朵拉 名誌吾心（日语：PANDORA 君の名前を僕は知る）（奇斯·維迪）

2011年
- 第2次超級機器人大戰Z 破界篇（拜曼·哈嘉德）
- 鐵拳 Tag Tournament 2（風間仁）
- NANO DIVER（日语：ナノダイバー）（奇斯·施耐德）
- Muv-Luv Alternative Chronicles 憧憬（日语：マブラヴ オルタネイティヴ クロニクルズ）（威爾弗里德·艾希伯格）

2012年
- 閃電十一人 GO2 時空之石 熱風／雷鳴（織田信長）
- 快打旋風 X 鐵拳（風間仁）
- 惡魔召喚師 靈魂駭客（日语：デビルサマナー ソウルハッカーズ）
- Phantom -PHANTOM OF INFERNO-（賽斯·瑪斯塔）[注 4]
- PROJECT X ZONE（風間仁、傑達·多瑪）
- ONE PIECE ONEPY B MATCH IC（日语：ワンピーベリーマッチ）（哈蒙德）

2013年
- 真·女神轉生IV
- 超級機器人大戰Operation Extend（拜曼·哈嘉德）
- 七龍珠群雄（人造人分身〈Berserker型態〉）

2014年
- 邪靈入侵（喬瑟夫·織田警探）
- 七龍珠群雄 究極任務2（人造人分身〈Berserker型態〉）
- ONE PIECE 超級偉大航路之爭！X（古拉迪斯）

2015年
- 七龍珠 異戰（日语：ドラゴンボール ゼノバース）（時光戰士）
- PROJECT X ZONE 2：BRAVE NEW WORLD（日语：PROJECT X ZONE 2:BRAVE NEW WORLD）（風間仁[31]）
- 鐵拳7（風間仁）

2016年
- 七龍珠 異戰2（時光戰士[32]）

2017年
- 白與黑的愛麗絲（阿薩基[33]）
- 星海遊俠：回憶（日语：スターオーシャン:アナムネシス）（阿魯貝爾·諾克斯）
- 七龍珠群雄 究極任務X（人造人分身〈Berserker型態〉）

2018年
- 銀魂亂舞（池田夜右衛門）[注 5]
- 白與黑的愛麗絲 -Twilight line-（阿薩基[34]）
- 棕色塵埃（日语：ブラウンダスト）

2019年
- 超級七龍珠群雄（人造人分身〈Berserker型態〉）
- 格鬥天王：全明星（風間仁）
- SD鋼彈 G世代 CROSSRAYS（阿諾德·諾伊曼、雷德尼爾·奇薩卡、葛拉貝·拜歐雷特）

2023年
- Fate/Grand Order（今川氏真）

2024年
- 鐵拳8（風間仁）

### 廣播劇CD
- R.O.D -THE CD- （北山龍二）
- Anime店長B'店長候補生（日语：アニメ店長B'店長候補生） Drama+Radio Talk Album 研修報告 Vol.2（西園寺）
- 頭文字D 廣播劇CD DISC3 ～甩尾王青春塗鴉～
- 魔域幽靈：獵人 黑暗任務 特選奶油醬油味（維克多（日语：ビクトル・フォン・ゲルデンハイム）、路·馬爾他）
- 植木的法則 The Law Of Robert's 10 十（古拉諾）
- 天使怒嚎（日语：エンジェル・ハウリング）1 獅子序章（殺人鬼）
- （錫安）
- （伊格·尤里亞諾）
- 機動美少女
- 餓沙羅鬼見聞錄1 風之記憶沙之傳承（豪和清春）
- 餓沙羅鬼見聞錄4 出發（豪和清春）
- 系列
  - （加爾尼國軍士兵）
  - （士兵）
  - （士兵）
  - （最終章）～（部下A）
- 機神大戰 Vol.1～3 （真壁槙生、警備員）
- 鋼彈系列
  - 機動戰士鋼彈 第08MS小隊 REPORT.1 所需時間3小時23分
  - 機動戰士鋼彈SEED SUIT CD vol.1～2（新聞聲音）
  - 新機動記鋼彈W BLIND TARGET 1～2
- （澤村勇）
- 金田一少年之事件簿 惡魔組曲殺人事件（車掌）
- 紅茶王子（日语：紅茶王子）（下山口）
- 夢回綠園系列
  - 夢回綠園 ～特別試寫會「綠林（GW）騷動！劇場」（記者、藤掛）
  - 夢回綠園 ～綠林推理“忍失蹤事件!?”（證言人）
  - 夢回綠園 ～FM特番「綠林（GW）騷動！放送局」（食堂宿舍生 等）
  - 夢回綠園 ～放晴吧，心動“躲雨”～（新入生）
  - 夢回綠園放送局 CD電影1 ～年輕的力量～
  - 夢回綠園放送局 CD電影2 ～綠林推理短篇傑作集～（學生2）
- Sorcerer 1-2-3（日语：シーバス1-2-3）（克洛納）
- 疾風戰士銀堡壘 （塞加爾）
- 少年進化論（日语：少年進化論）（男學生）
  - 少年進化論plus（原田）
- 私立正義學園 廣播劇專輯 ～被狙擊的太陽學園 熱血死鬥篇～（鑑恭介）
- 新海底軍艦 鋼鐵的鼓動（日野）
- 新撰組廣播劇CD系列（山南敬助）
  - 新撰組廣播劇CD 壬生狼真傳 -泡雪之章-
  - 新撰組廣播劇CD 壬生狼真傳 -殘月隻章-
- 超能奇兵 Sound Edition 2（艾瑪吉·馬克斯菲爾）
- 超能奇兵設定資料集特典 廣播劇CD（艾瑪吉·馬克斯菲爾[35]）
- 星海遊俠 Till the End of Time（日语：スターオーシャン Till the End of Time） Voice Mix Album
- 星界系列
  - 星界的紋章 第I章 ～帝國王女～
  - 星界的戰旗 第I章 ～幻炎艦隊～（通信參謀）
  - 星界的戰旗 廣播劇第II章 ～戰場～（貝卡爾）
- 聲優刑事 Vol.1（萩原仁）
- SOUND DRAMA 絕對調律士NoA Vol.1（久世瑠花、炎之精靈）
  - SOUND DRAMA 絕對調律士NoA Vol.2（炎之精靈）
- 零式戰鬥（日语：ゼロイン）（冬木、訓練生）
- 速攻學生會（日语：速攻生徒会） ～校園祭篇～（總長）
- 長美女與野獸（日语：ちょーシリーズ）（魔方陣小嘍囉、警備兵）
- DEEP FEAR 1～2（ムーキー·カーバー）
- CD廣播劇 天外魔境(2) 風雲歌舞伎傳 美國人異聞 大陸橫貫鐵道搔動記（日语：天外魔境 風雲カブキ伝#ドラマCD）（手下A）
- 1～2（多爾極）
- 鬥神傳（日语：闘神伝） Before Stage vol.1（混混）
- 皇龍騎士團系列（加法西）
  - 皇龍騎士團II 龍都篇
  - 皇龍騎士團III 祕寶篇
  - 皇龍騎士團IV 怪魚篇
- （J.B. 等）
- 聖魔之血 R.A.M.第1章 FLIGHT NIGHT（狄更斯 等）
- 成惠的世界 其2 夏天的大門（ぴーとさん）
- 忍者亂太郎 廣播劇CD系列
  - 忍者亂太郎 廣播劇CD 生物委員會之卷（伊賀崎孫兵）
  - 忍者亂太郎 廣播劇CD 三年級之卷（伊賀崎孫兵）
  - 忍者亂太郎 廣播劇CD 伊組之卷 ～中卷～（伊賀崎孫兵、毒笹子的精明能幹忍者）
- NOëL（日语：NOeL）
  - NOëL La neige ～Prelude～（拉麵店主、車站月台廣播）
  - NOëL La neige ～Rendez-vous～（男B、碧川涼的哥哥〈鐵人〉、電影研究社社長）
- Bounty Rush 1st ACT（警備員A）
- 奔跑吧！T校籃球部（A校教練）
- 吹奏吧！嘉卡（日语：ピューと吹く!ジャガー） 廣播劇CD （動畫歌曲／田尻）
- 美少女纏組（日语：ファイアーウーマン纏組）（學生）
- 星星的階梯 （小夜曲的哥哥）
- Pretty 2 Girl（男學生）
- 龍息之焰IV（日语：ブレス オブ ファイアIV うつろわざるもの）原聲音樂
- 聲音劇場系列5 （森蘭丸）
- 冒險遊記Pluster World 原聲音樂（懷帕斯多）
- 人魚稜鏡（日语：マーメイドプリズム）廣播劇CD 8 Farben（蒼井宙）
- 魔幻世界（日语：マジカルドロップ）2（魔術師、旁白）
- 深夜中的天使
- 無限的未知系列
  - 無限的未知 CD廣播劇1 （史坦·貝克）
  - 無限的未知 CD廣播劇2 （史坦·貝克）
  - 無限的未知 CD廣播劇3 明天以前（史坦·貝克、車站廣播）
  - 無限的未知 角色歌曲精選輯「從明天起」（史坦·貝克）
- 粉紅色姊妹（日语：ももいろシスターズ）2 大型婚禮"壽"（計程車司機 等）
- 結城正美 文化學院「LOvely Blood」（甘糟上校）
- LOVELESS 廣播劇CD Vol.3 ～SOULLESS～（社長）
- WILD ADAPTER（日语：WILD ADAPTER）系列
  - WILD ADAPTER（構成員）
  - WILD ADAPTER02（矢崎）
  - WILD ADAPTER04（志村健）

### BLCD
- 亞瑟的守護者 黑版（瀨川武彥）
- 愛與欲望之學園2（根津鳴）
- （木下悠）
- （八田部）
- 青之軌跡3 水晶皇冠（費爾特納）
- 分析師的憂鬱系列1 （野木康成、永野總理部長）
- 1～2（彥根明良）
- （青森）
- 草紙（紫綺）
- YELLOW（日语：YELLOW (立野真琴の漫画)）（鳩崎）
- （寬末紀文）
- 走（朝倉透）
- 英國紳士（里德利）
- YEBISU Celebrities PREMIO（乾俊樹）
- ENDLESS BEAT（新宮孝明）
  - ENDLESS HEAT（新宮孝明）
- 王奴隷（江崎的哥哥）
- 我的膠囊情人（工藤）
- （藏本里美）
- （津和野部長）
  - （津和野部長）
- （葛町此葉）
- 戀之診察室1（組員A）
  - 戀之診察室2 ～診療時間～（組員A 等）
- （大竹）
- GOLD（男學生）
- 今夜我想喝醉（津久井直也）
- 系列（紀伯特·赫雷斯）
- 最糟（堤課長）
- 大聲叫出來！（日语：叫んでやるぜ!#ドラマCD）系列
  - 熱血！聲優物語 大聲叫出來！ 1996年版（國脇）
  - 熱血！聲優物語 大聲叫出來！ 1997年版（國脇、部下1）
- SASRA1（汪慧惺）
- （櫻內芳武）
  - （櫻內芳武）
- 慈雨（羽村匡成）
- 地下鐵之犬（篠田昌昭）
- 地獄的邂逅 上（桐嶋秀央、逃亡者）
- I～II（海堂）
- 純情羅曼史系列（角圭一）
- （一柳匡史）
- 新宿無聊的男人 ～欲望的法則～（田崎）
- 和你到天荒地老（速水晶彥（父））
- SEXY EFFECT 96 2 HOT STYLE（久坂隆文）
- 全寮制櫻林館學院 ～文藝復興～（衛藤）
- DARLING（五十嵐喬）
- 黃昏的花（繁之、警備員）
- 月之沙漠殺人事件（田村醫師、水品）
- 番外編2（武嶋浩一）
- 東京MIDNIGHT（宗則）
  - 新·東京MIDNIGHT（宗則）
- 新妻刑警（高村一、飯店管理人）
- 紐約紐約1（戴維斯·奧馬蹄）
- （青木瞬）
- 擁抱春天的羅曼史（日语：春を抱いていた）1
- B級美食俱樂部（鬼塚耕造）
- P.B.B.2（一色拓哉）
- （學園長）
- （狹間恭平）
- （大橋）
- （大峰）
- unison（田中）
- 男公關白皮書1（雪路）
- WORK in ＜限定版漫畫附錄＞（飯塚）
- WONDER BOY ～My Dear Wonder～（安曇龍一）

### 外語配音

#### 電影
- 蠢蛋進化論
- 我的第一次婚禮（英语：My First Wedding (2006 film)）（安卓〈保羅·霍普金斯（英语：Paul Hopkins (actor)）〉）
- 劍雨（雷彬〈余文樂〉）
- 衝鋒陷陣
- 吸血鬼復活記（英语：Salem's Lot (2004 miniseries)）（馬克·皮特里〈丹·拜德〉）
- 神偷次世代
- 拒絕再戰（英语：Stop-Loss (film)）（里科·羅德里格茲〈維克托·拉蘇克（英语：Victor Rasuk）〉）
- TEKKEN -鐵拳-（風間仁）
- 逃出科幻紀（宇宙飛行士〈戴克斯·夏普德〉）※日本電視台版。

#### 電視影集
- 慾望城市 (第4季)

#### 動畫
- 無尾熊偵探阿奇博爾德（阿奇博爾德）
- 蝙蝠俠智勇悍將（惡魔艾崔根（英语：Etrigan the Demon））
- 大力士（英语：Hercules (1998 TV series)）（男性）
- 少年悍將（☆光博士）
  - 少年悍將GO！（特力貢）
- 鐵拳：血之復仇（風間仁）
- 百變金剛：重機械系列（フライ、軍團、UFO、摘出電腦）
- 魔女之刃（エクスコン）

### 特攝影集
2000年
- 超人力霸王涅歐斯（超人力霸王賽文21的聲音）

2009年
- 假面騎士Decade（加魯魯的聲音）

2010年
- 天裝戰隊護星者（S的聲音）

2011年
- 假面騎士×假面騎士 Fourze & OOO Movie大戰 Mega Max（假面騎士X的聲音）

2018年
- 快盜戰隊魯邦連者VS警察戰隊巡邏連者（札爾丹·霍的配音[36]）

### 影像
- otomate（日语：オトメイト） Party♪ in 東京米爾帕麴酒店（日语：メルパルク東京）（2008年5月24～25日）Live DVD[注 6]

### 卡式錄音帶書
- 魔域幽靈之夜的搞笑祭典！（Amulet）

### 其它
- MiDNiGHT ART THEATER（日语：ミッドナイトアートシアター）（第二代POPN吉川）－2005年4月～2006年2月3日
- 機動戰士鋼彈SEED Club會員對象的網路電台節目 千葉一伸&鳥海勝美（日语：鳥海勝美）「廣播 深夜的新人類時間（日语：ラジオ 夜のコーディネイターアワー）」－2006年11月～2008年12月25日
- 網路電台 廣播 深夜的日昇動畫時間（日语：夜のサンライズアワー）－2008年12月10日～2011年5月10日
- NHK-FM劇場 第37屆創作廣播劇大獎佳作「前略舞庭」（內海正俊）－2009年4月11日
- 妄想彼氏學園（神崎鷹也）
- 角子機 惡魔人II 惡魔復活（日语：デビルマンII 悪魔復活）（不動明）
- 快打旋風III New Generation（肖恩（日语：ショーン (ストリートファイター)））[注 7]
- 神酒之尊 --（2019年，明鏡止水（日语：大澤酒造 (長野県)#主要製品） [37])

## 腳註

## 外部連結
- 千葉一伸｜ARTSVISION （页面存档备份，存于） （日語）
- （日語）－千葉一伸的官方個人部落格。
- 千葉一伸的X（前Twitter） （日語）